# Воскресенская, Галина Михайловна
Галина Михайловна Воскресенская (1912 — неизвестно) — советская шахматистка.

## Биография
Галина Воскресенская родилась в 1912 году.
Начала участвовать в шахматных турнирах в 1927 году ещё в школьные годы. 
В 1932—1936 годах училась в Московском институте инженеров связи.
В 1936 году выиграла отборочный турнир женского чемпионата СССР и турнире заводов-гигантов.
В 1939 году перебралась в город Фрунзе (сейчас Бишкек в Кыргызстане). Выступала в шахматных соревнованиях за фрунзенскую «Искру». Была сильнейшей шахматисткой Киргизской ССР.
Участвовала в чемпионате СССР — 1948/49, где с 4 очками заняла последнее, 18-е место, выиграв три партии, сделав две ничьих и потерпев 12 поражений.
Кроме того, трижды играла в полуфиналах чемпионата СССР (1946, 1948, 1950).
Преподавала физику во Фрунзенском индустриальном техникуме (институте).
Дата смерти неизвестна.